# Afrocyclops pauliani
Afrocyclops pauliani es una especie extinta de copépodo de la familia Cyclopidae. Se le conoce por un único ejemplar colectado en 1951 en un pequeño estanque de agua dulce cerca de Antananarivo, Madagascar, no habiendo sido registrada en colecciones desde entonces.